# Indiai Szuperliga
Az Indian Super League (ISL) az egyik indiai profi labdarúgó-bajnokság elnevezése, az I-League mellett. 2013-ban alapították, minden évben szeptembertől novemberig tartanak a küzdelmek, a bajnok kilétére a decemberi döntőben derül fény. A ligát jelenleg 8 csapat alkotja. Nincs kieső, sem pedig feljutó, a szervezők az úgynevezett franchise-rendszert alkalmazzák, úgy mint az MLS-ben vagy az IPL-ben.
A bajnokságot a sportág népszerűsítése miatt hozták létre, hatalmas pénzösszeg ráfordításával. Ennek köszönhetően több híres labdarúgó megfordult az itt szereplő csapatokban, mint például Luis García Sanz, Elano, Alessandro Del Piero, David James, Robert Pires, Fredrik Ljungberg, Joan Capdevila, és David Trezeguet. Egyetlen magyar labdarúgóként Vadócz Krisztián is pályára lépett a sorozatban, ő 2014-ben a Pune City, majd 2016-ban a Mumbai City FC játékosa volt.
Mivel nem ez az indiaiak hivatalos bajnoksága, így a győztes nem képviseli az indiai színeket egyik ázsiai nemzetközi klubtornán sem. Eddig két csapat tudott bajnoki címet nyerni: Atlético de Kolkata és a Chennaiyin FC.

## Részt vevő csapatok
- Atlético de Kolkata
- Chennaiyin FC
- Delhi Dynamos
- FC Goa
- Kerala Blasters
- Mumbai City
- Pune City
- NorthEast United

## Bajnokok
- 2014: Atlético de Kolkata
- 2015: Chennaiyin FC
- 2016: Atlético de Kolkata

## Gólkirályok
- 2014: Elano (8 gól, Chennaiyin FC)
- 2015: Stiven Mendoza (13 gól, Chennaiyin FC)
- 2016: Marcelinho (10 gól, Delhi Dynamos)